# Metildopa
Metildopa je "lažni prekursor" katekolaminskih neurotransmitera kao što su dopamin i noradrenalin.

## Djelovanje
On u alfa položaju ima jednu metilnu skupinu. U organizmu se metildopa pregrađuje najprije u alfa-metildopamin, a iz njega nastaje metilnoradrenalin. Metilnoradrenalin jest "lažni neurotransmitor" i relativno je snažan agonist alfa-2-adrenergičkih receptora. Vezući se na te receptore u mozgu on uzrokuje smanjenje utjecaja simpatikusa na krvne žile zbog čega dolazi do širenja krvnih žila i smanjenja tlaka. 
Metildopa je kiralni spoj s jednim kiralnim ugljikovim atomom i zbog toga dolazi u obliku lijevog i desnog enantiomera. Aktivni je lijevi enantiomer, pa stoga kažemo da je aktivna L-metildopa, dok je desni enantiomer, D-metildopa neaktivna. Tako se primjerice, za liječenje hipertenzije dnevno uzima 1000 mg L-metildope, dok je dnevna doza racemične metildope (smjesa L-metildope i D-metildope) 2000 mg. Metildopa se jako dugo koristio kao vrlo važan antihipertenziv, ali njegov značaj opada, jer se u liječenju hipertenzije sve više koriste drugi antihipertenzivni lijekovi.

## Nuspojave
Metildopu ne smiju koristiti pacijenti koji pate od depresije i oni koji pate od akutne jetrene bolesti. Može izazvati pospanost i smetenost, pa je ne trebaju uzimati osobe koje upravljaju motornim vozilima. Naime, sedacija je uobičajena nuspojava metildope, iako prolazna i obično se javlja na početku liječenja ili kada se doza metildope povećava, jer se organizam prilagođava utjecaju metildope. Osim toga mogu se javiti i glavobolje, astenija te osjećaj slabosti.